# Zhang Xueliang
Zhang Xueliang ou Chang Hsüeh-liang ((chinês: 张学良); nascido em 3 de junho de 1901 - 14 de outubro de 2001 em Honolulu, Estados Unidos), ocasionalmente chamado de Peter Hsueh Liang Chang) e apelidado de "Jovem Marechal" (少帅) foi um senhor da guerra e o governante efetivo da Manchúria e outras regiões no norte da China após o assassinato de seu pai Zhang Zuolin, pelos japoneses em 4 de junho de 1928. Durante a guerra civil chinesa, aliou-se com o Kuomintang e se opôs ao Partido Comunista da China. No entanto, em 1936, após o Incidente de Xi’an, foi preso pelos nacionalistas chineses e passou mais de metade de sua vida sob prisão domiciliar em Taiwan.
Por causa de seu papel de conciliador político na Segunda Guerra Sino-Japonesa, é considerado pela República Popular da China como um herói patriótico, e tentou, sem sucesso, unir o KMT com os comunistas.